# 소닉 더 헤지호그 포켓 어드벤처
《소닉 더 헤지호그 포켓 어드벤처》(Sonic the Hedgehog Pocket Adventure, ソニック・ザ・ヘッジホッグポケットアドベンチャー)는 SNK 와 세가와 공동 개발하여 네오 지오 포켓 컬러로 나온 소닉 시리즈의 비디오 게임이다. "소닉 포켓 어드벤처"로 알려진 이 게임은 소닉 헤지호그 2 및 소닉 & 너클 세가 메가 드라이브의 디자인과 게임 플레이 등 모든 요소를 차용했다. 또한 멀티 플레이와 퍼즐 모드와 같은 몇 가지 새로운 기능이 포함되어 있다.

## 게임 모드
게임 모드로는 1 플레이어 모드 외에도, 소닉 포켓 어드벤처 멀티 모드 (2 플레이어)가 있다. 경쟁하려면 두 선수는 네오 지오 포켓 컬러를 가지고 게임을 연결하는 게임 링크 케이블을 연결해야 한다. 이 모드는 듀얼 모드라는 두 개의 플레이 모드를 제공하는데 소닉 러쉬 모드와 겟더링 모드가 그것이다. 소닉 러쉬에서, 플레이어는 레벨 완료를 가장 빨리 해야 한다. 겟더링 모드에서는 선수는 자신의 경쟁자보다 더 많은 고리를 얻어야 한다.

## 특이 사항
테일즈는 디버깅을 통해 일부 에뮬레이터와 함께 사용할 수 있는 결함을 이용하여 싱글 플레이어 모드에서 재생할 수 있다. 이 게임은 또한 클래식 소닉의 현재 스타일을 혼합할 수 있는 유일한 게임이다. 예를 들어 소닉 스프라이트의 다양한 메뉴 화면에서 소닉 어드벤처에서 나타나는 녹색 눈이 그래픽으로 표시된다.

## 평가
| 평가 |        |
| --- | ------ |
| 평론 점수 평론사 점수 올게임 [ 3 ] CVG [ 4 ] 게임팬 97% [ 5 ] 게임스팟 8.3/10 [ 6 ] IGN 10/10 [ 7 ] Official Dreamcast Magazine (US) 9/10 [ 8 ] Gamers' Republic B [ 9 ] |        |
| 평론 점수 |        |
| 평론사 | 점수   |
| 올게임 | [ 3 ]  |
| CVG | [ 4 ]  |
| 게임팬 | 97%    |
| 게임스팟 | 8.3/10 |
| IGN | 10/10  |
| Official Dreamcast Magazine (US) | 9/10   |
| Gamers' Republic | B      |